# زایش زرتشت
داستان زایش زرتشت یک داستان اسطوره‌ای است.

## بعد تاریخی
داستان زایش زرتشت هنگامی به اسطوره وارد شد که در گذر زمان و در اثر از میان رفتن منابع تاریخی در مورد زرتشت، پیروان و مورخانِ پس از وی در بررسی دقیق هویت زرتشت دچار اشتباه شدند. هنوز تاریخ دقیق زایش وی در پرده‌ای از ابهام قرار دارد و اختلاف نظر مورخان تا چند هزار سال است. همچنین نمی‌توان آن را به دیدِ معجزه نگاه کرد؛ چرا که بنا به تعالیم زرتشتی معجزه در مزدیسنا وجود ندارد.
در مورد سال زاده شدن زرتشت چند تاریخِ متفاوت در نوشتارهای مورخین دیده می‌شود: ۶۶۰ پیش از میلاد ،۱۷۶۸ پیش از میلاد و ۶۶۰۰ پیش از میلاد.

## دیدگاه زرتشتیان
از دیدگاه زرتشتیان، زاده شدن زرتشت بدین گونه بوده:
شش هزار سال از آنروز که اهریمن به جنگ با هرمزد آغاز کرده بود گذشته بود و در این مدت، اهریمن دو بار با (آفات و دیوان و تاریکی و بیماری و درد و نیاز و خشم و دروغ) به جهان هورمزد کمین زده و آب و خاک و گیاه و حیوان و مردم را آزار کرده بود. در سه هزار سال سوم، هورمزد برای رهایی ازین آفت‌ها، زرتشت را به این گیتی فرستاد و دین و آیینهای خود را به او سپرد تا مردمان را به سوی نیکی راهبری کند و جهان را به راستی و پاکی و آبادانی از شر و بدیِ اهریمن آزاد گرداند تا پیروزی هورمزد به انجام برسد. در پایان آن سه هزار سال، (رستاخیز) خواهد شد و بدی و زشتی و ناپاکی از میان برخواهد خاست و دست اهریمن تا ابد از دامان آفریدگان اهورامزدا کوتاه خواهد شد و جهان، پاک و فرِ نخستین را باز خواهد یافت.
بنابر گفتارهای زرتشتی، برای زادن زرتشت سه چیز از جهان بالا بهم پیوست: نخست، فرهٔ زرتشت که فروغ و شکوه ایزدی بود، دوم روان بود و سوم، تن. اینک بهترست به تشریح هریک ازین سه عنصر و چگونگی همگون شدن آن‌ها برای زایش زرتشت پرداخته شود.

### فرهٔ زرتشت
فرهٔ زرتشت را اهورا مزدا از «روشنایی بیکران» که در «سپهر ششم» بود بنا کرد و از آنجا به خورشید و از آنجا به ماه و از آنجا به سپهر ستارگان که در زیر سپهر ماه بود، فرود آورد. از «سپهر ستارگان»، فرهٔ زرتشت به آتشگاه خاندان «فِراهیم روان زُیش» فرود آمد. از آن پس، آتشگاه فراهیم بدون نیازمندی به چوب و هیمه، پیوسته و با فروغ بسیار می‌سوخت. فراهیم نیای زرتشت شد و فرهٔ زرتشت از آتشگاه خانه در وجود زن فراهیم که فرزندی را آبستن بود داخل شد. پس از چندی زن فراهیم دختری به دنیا آورد که نامش را «دغدوا» یا «دغدو» گذاردند. دغدوا همچون دیگر کودکان رشد می‌کرد و چون فرهٔ ایزدی را در وجود خود داشت چون چراغ می‌درخشید و نور می‌پراکند.
از دیگر سو، اهریمنان که از زادن زرتشت بیم داشتند، وسیله انگیختند تا فراهیم و دیگر مردمان گمان کنند که دغدوا از این‌رو آنچنان می‌درخشد که با جادوگران راه دارد. پس فراهیم فریب خورد و دغدوا را از خانه و قبیلهٔ خویش راند. دغدوا در مسیر آوارگی خود به قبیلهٔ «سپیتمان» رسید و در خانهٔ سرور قبیله فرود آمد. پس از چندی دغدو با «پوروشَسپ»، فرزند رئیس قبیله ازدواج کرد. بدین گونه بود که فرهٔ زرتشت از خاندان فراهیم به خاندان سپیتمان و پوروشسپ، پدر زرتشت رسید.

### روان زرتشت
روان زرتشت را هورمزد بگونهٔ «ایزدان بهشتی» آفرید. پیش از آنکه زرتشت به جهان زیرین بیاید، روان وی در جهان بالا می‌زیست. چون زمان زادن زردشت رسید «بهمن» و «اردیبهشت» از ایزدان مینوی و یاوران هورمزد، ساقهٔ بلند و زیبایی از گیاه «هَوم» را از سپهر ششم که جایگاه روشنایی بیکران است، برگرفتند و بزمین فرود آمدند و آن را بر سر درختی که دو مرغ برآن آشیانه داشتند فرود آوردند.
«مار» ی به آشیانه راه یافت و چوجهٔ مرغان را فرو برد. آنگاه ساقهٔ هوم، مار را کشت و مرغکان را رهایی بخشید. آنگاه روزی پوروشسپ که تازه دغدوا را بزنی گرفته بود در پی گله به چراگاه رفت. در راه، بهمن و اردیبهشت بر او آشکار شدند و او را بسوی درختی که ساقهٔ هوم برآن بود رهبری کردند. پوروشسپ بیاری این دو مهین-فرشته، ساقهٔ مقدس را بدست آورد و آن را بخانه برد و بزن خویش سپرد تا آن را نگاه دارد.

### تن زرتشت
گوهرِ تن اشو زرتشت از «آب و گیاه» بدست «خرداد» و «امرداد»، دو ایزد دیگر از یاوران هورمزد ساخته شد. پس خرداد و امرداد در آسمان، ابر انگیختند و باران فروانی بر زمین بارید. چارپایان و مردمان شاد شدند و گیاهان، تازه و خرم گردیدند. مایهٔ تن زرتشت، که خرداد و امرداد در باران نشانده بودندش، با قطرات باران بزمین رسید و در دل گیاه جای گرفت.
آنگاه پوروشسپ به‌راهنمایی خرداد و امرداد، شش گاو پرمایه برداشت و به چراگاه برد. گاوان از گیاهانی که مایهٔ تن زرتشت در آن‌ها بود خوردند. بزودی پستانهای گاوان پرشیر شد و مایهٔ تن زرتشت به شیر آن‌ها آمیخت. پوروشسپ گاوان را بخانه برد و به دغدو سپردشان تا آن‌ها را بدوشد. آنگاه زن و شوی اش، ساقهٔ گیاه مقدس هوم را که بیاری بهمن و اردیبهشت بدست آورده بودند، نرم کردند و در شیر آمیختند و از آن خوردند.
بدین گونه؛ روان زرتشت و مایهٔ تن وی در وجود دغدوا با فرهٔ زرتشت گرد آمد و پس از چندی زرتشت برای راهبری دین و آیین هورمزد در ششم فروردینگان از مادرش دغدوا در کنار دریای چیچست زاده شد.